# Amenhotep Ier
Pour les articles homonymes, voir Amenhotep.
Vous lisez un « bon article » labellisé en 2009.
Amenhotep Ier (« Amon est satisfait », ou Aménophis selon le nom grec) est le deuxième souverain de la XVIIIe dynastie égyptienne (Nouvel Empire). Fils cadet d’Ahmôsis Ier et d’Ahmès-Néfertary, il n'est pas destiné au trône. Mais le décès de son frère aîné, Ahmosé-Ânkh, durant les huit dernières années du règne d’Ahmôsis Ier, fait de lui le prince héritier. Après son accession au trône, il règne pendant environ vingt-et-un ans.
Manéthon, cité par Flavius Josèphe, l’appelle Amenophis et lui compte vingt ans et sept mois de règne, ce qui semble effectivement le cas. Son règne se situe entre 1525/1524 av. J.-C. et 1504/1503 av. J.-C. selon les auteurs.
Bien que son règne soit mal documenté, il est possible d'en reconstituer l'histoire. Amenhotep Ier hérite du royaume formé par les conquêtes militaires de son père. Il maintient une position dominante sur la Nubie et le delta du Nil, mais ne  tente probablement pas de garder le pouvoir sur le Levant. Il continue à reconstruire les temples de la Haute-Égypte. Il révolutionne la conception du complexe funéraire, en séparant la tombe de son temple funéraire, tendance qui se maintiendra tout au long du Nouvel Empire. Après sa mort, il est divinisé comme un dieu protecteur de Deir el-Médineh.

## Généalogie
Amenhotep Ier est le fils d’Ahmôsis Ier et d’Ahmès-Néfertary. Son frère aîné, le prince Ahmosé-Ânkh, meurt avant lui, ouvrant ainsi la voie à son accession au trône. Amenhotep arrive probablement au pouvoir alors qu'il est encore jeune. Sa mère Ahmès-Néfertary semble avoir assuré la régence, car ils sont tous les deux crédités de l'ouverture du village ouvrier de Deir el-Médineh. Amenhotep prend sa sœur Ahmosé-Méritamon pour grande épouse royale.

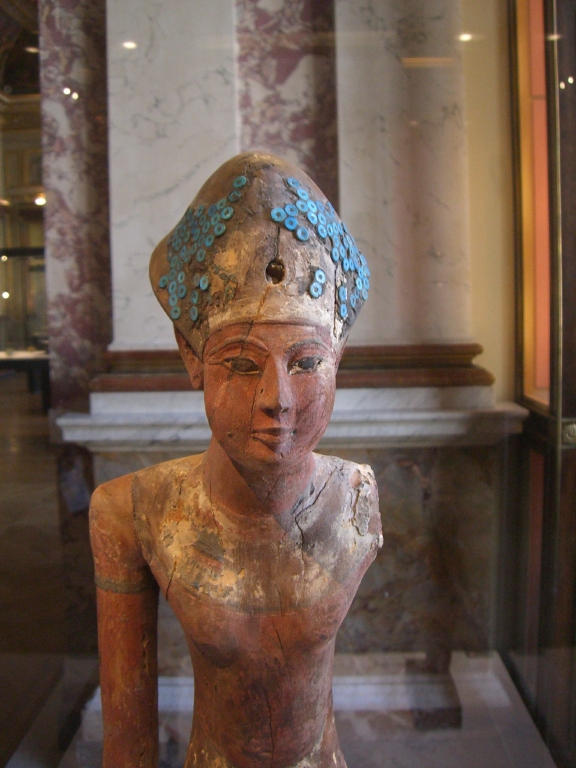
Statuette représentant Amenhotep Ier divinisé - Musée du Louvre.

Au-delà, ses rapports possibles avec les autres membres de sa famille sont remis en question. Ahhotep III est souvent présentée comme sa femme et sa sœur, en dépit d'une théorie alternative qui en fait sa grand-mère. Il a probablement un fils avec Ahhotep III, Amenemhat, qui décède très jeune. Cette filiation est soutenue par les chercheurs, même s’il existe des arguments en sa défaveur. Amenhotep Ier étant sans héritier, Thoutmôsis Ier lui succède car il a peut-être épousé sa sœur Ahmès. Mais celle-ci n'étant pas appelée « fille du roi », certains spécialistes doutent de cette relation.

## Règne

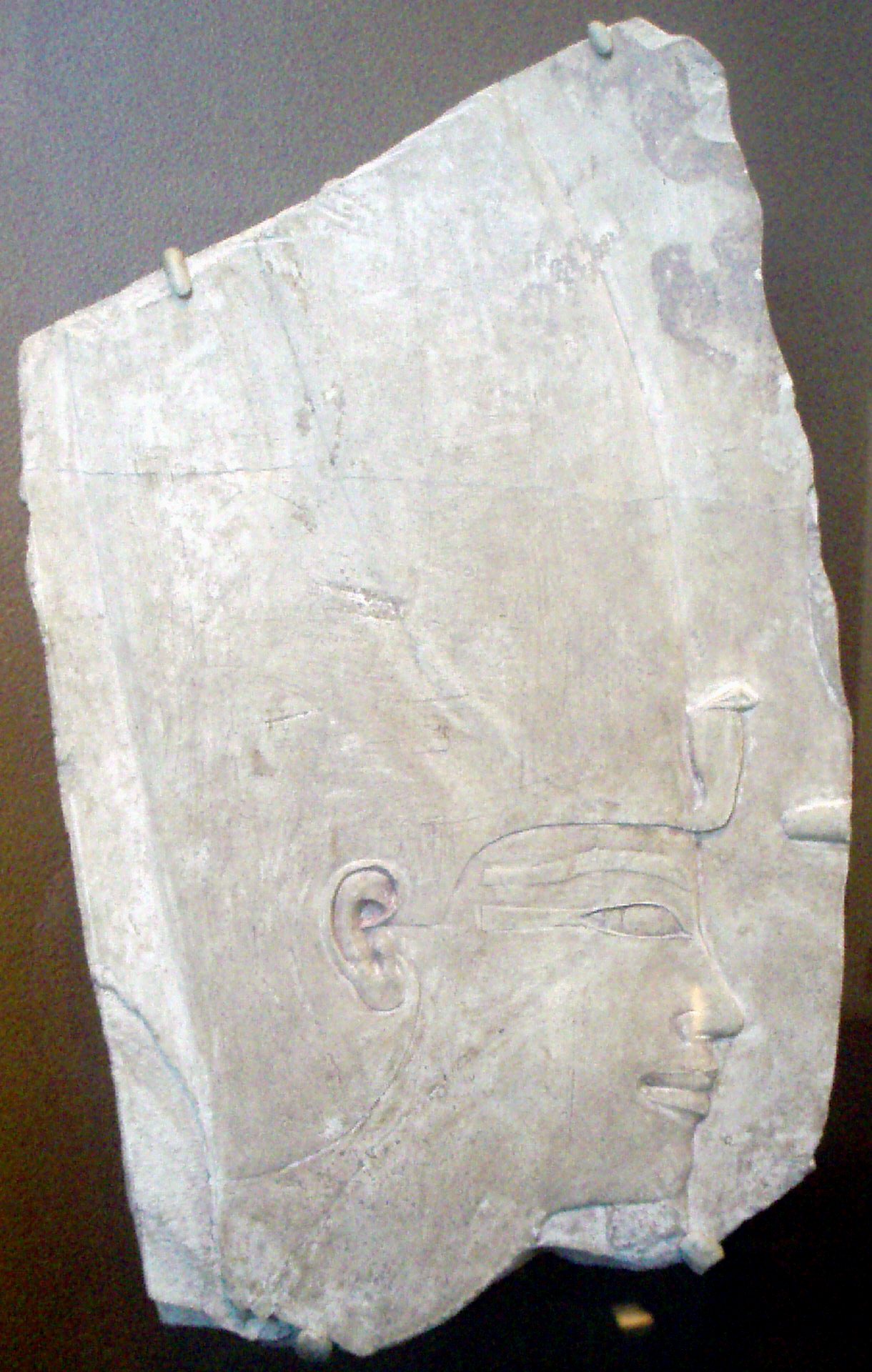
Bas relief d'Amenhotep Ier portant la couronne blanche de Haute-Égypte.

### Politique étrangère
Le nom d'Horus d’Amenhotep Ier, le « Taureau qui fait plier les terres », et son nom de Nebty, « Grande est la crainte [qu'il inspire] », sont généralement interprétés comme signifiant que ce pharaon était destiné à dominer les nations environnantes. Deux textes funéraires indiquent qu'il a mené des campagnes militaires en Nubie. Les inscriptions du tombeau d’Ahmès, fils d'Abana, disent qu'Amenhotep a cherché à repousser la frontière de l'Égypte vers le sud en Nubie. Il a ainsi dirigé une armée d’invasion qui a battu celle de la Nubie dominée par les Iountyou Setyou,. La tombe d’Ahmès Pen-Nekhbet, un autre soldat contemporain du règne, indique qu'il a également entrepris une campagne dans le pays de Koush. Il est possible que ces deux textes évoquent la même campagne.
Amenhotep construit un temple sur l'île de Saï, proclamant qu'il établit des colonies égyptiennes presque aussi loin que la troisième cataracte. Il place enfin, en l'an 7, à la tête des « terres étrangères du Sud », le commandant de la forteresse de Bouhen, Ahmès, dit Toure, qui deviendra le « fils royal, préposé aux terres du Sud » (sȝ nyswt jmj-rˁ ḫȝswt rsywt) sous son successeur.
Une référence unique dans le tombeau d'Ahmès Pen-Nekhbet documente une autre campagne à Lamu, dans la terre de Kehek, mais l'emplacement de Kehek est inconnu. On a longtemps pensé que Kehek était une référence à une tribu libyenne, Qeheq. Il a donc été supposé que des envahisseurs libyens avaient profité de la mort d'Ahmôsis pour envahir l'ouest du delta du Nil. Néanmoins, à l'encontre de cette théorie, le peuple Qeheq n’est apparu que plus tard, et l'identité de Kehek demeure inconnue. La Nubie est une possibilité, puisque le roi y a fait une campagne.
Le désert occidental et ses oasis ont également été proposés, celles-ci semblant être repassées sous contrôle égyptien. Au cours de la Deuxième Période intermédiaire, l'Égypte avait perdu le désert occidental et ses oasis, mais lors de la révolte contre les Hyksôs, Ouadjkheperrê Kames entreprit de les reconquérir. On ne sait pas quand cette région a été entièrement reprise, mais le titre de « prince-gouverneur de l'oasis » est inscrit sur une stèle, ce qui signifie que le règne d'Amenhotep forme le terminus ante quem du retour de la présence égyptienne.
On ne connaît pas de campagne en Syrie-Palestine sous le règne d'Amenhotep Ier. Toutefois, la stèle du tombeau de son successeur Thoutmôsis Ier indique que ce dernier a mené une campagne en Asie jusqu'à l'Euphrate sans rencontrer de résistance. Si Thoutmôsis Ier n'a pas conduit de campagne connue en Asie avant celle-ci, on peut supposer que c'est le pharaon précédent qui a pacifié la Syrie. Cela indiquerait une possible campagne d'Amenhotep Ier en Asie. Deux références au Levant, peut-être écrites par des témoins du règne, pourraient être contemporaines d’une telle campagne. L'une des tombes possibles d'Amenhotep contient une référence à Qedmi, situé quelque part en Canaan ou en Transjordanie ; et le tombeau d’Amenemhat contient un texte hostile au Mittani. Toutefois aucune de ces références ne renvoie nécessairement à cette campagne, et elles ne datent pas forcément du règne d'Amenhotep Ier. Amenemhat a servi plusieurs pharaons connus pour avoir attaqué le Mittani. Plus généralement, les sources du règne d'Amenhotep Ier sont beaucoup trop rares et trop imprécises pour aboutir à des conclusions au sujet d’une campagne en Syrie.

### Évolution culturelle et intellectuelle

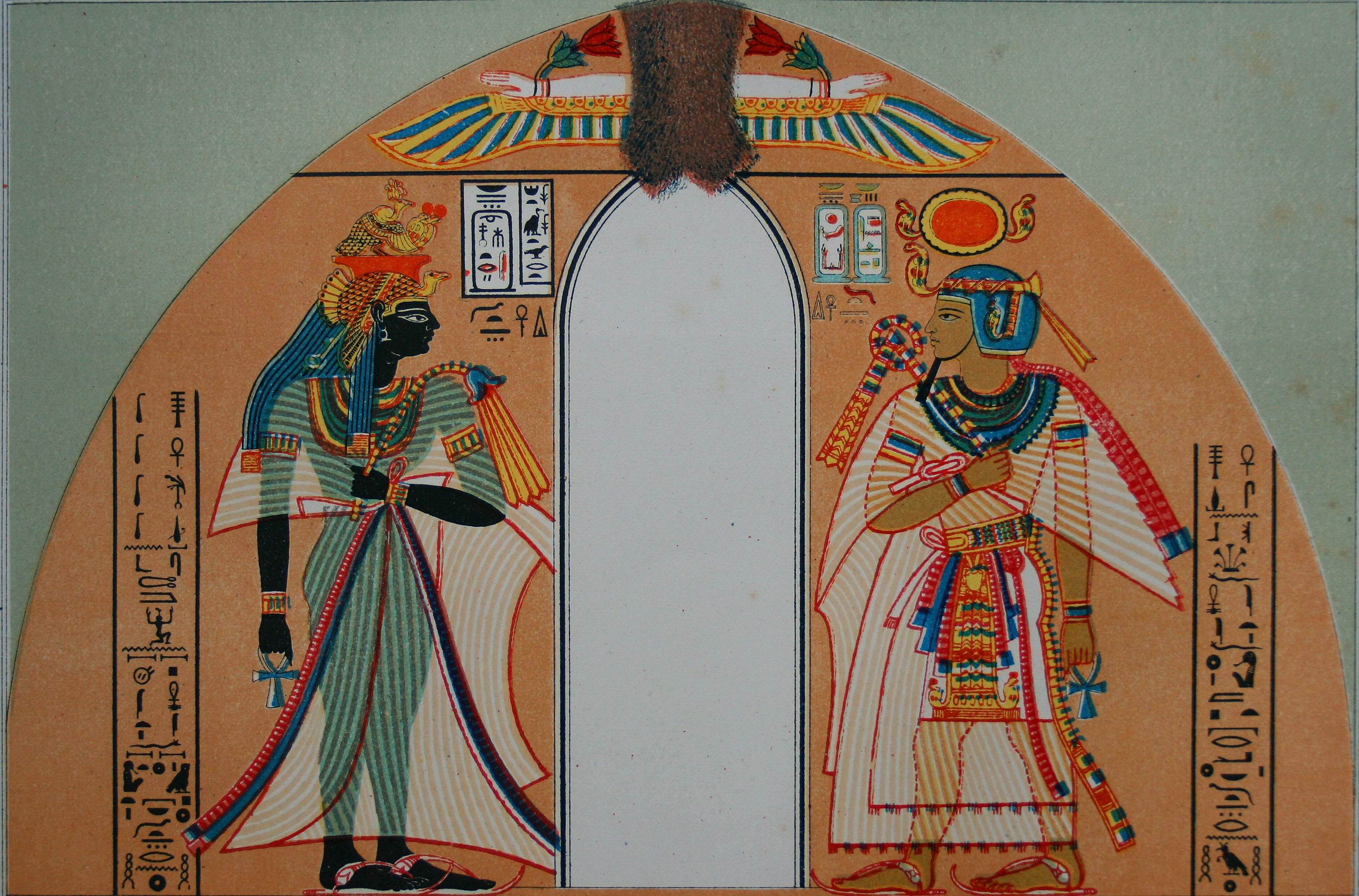
Décoration montrant Amenhotep Ier avec sa mère.

Un grand nombre de statues d'Amenhotep Ier ont été trouvées, mais elles datent essentiellement de la période ramesside et ont été taillées pour son culte funéraire à titre posthume, ce qui rend l'étude de l'art de son règne difficile. D'après ses quelques statues authentiques, il apparaît qu’Amenhotep a maintenu la pratique de copier le style du Moyen Empire. L’art du début de la XVIIIe dynastie est similaire à celui du début du Moyen Empire, et les statues produites par Amenhotep copient clairement celles de Montouhotep II et de Sésostris Ier. Les deux types sont tellement semblables que les égyptologues ont eu du mal à les différencier.
Il est probable que c'est sous le règne d'Amenhotep Ier que le village des artisans de Deir el-Médineh est inauguré. Ces artisans étaient chargés de la construction et de la décoration des tombes de la nécropole de Thèbes, destinées aux générations suivantes de pharaons et aux nobles. Bien que le plus ancien tombeau découvert soit celui de Thoutmôsis Ier, Amenhotep était manifestement une figure importante pour les ouvriers de la ville, puisque lui et sa mère en étaient les divinités protectrices.
Deux pièces importantes de la littérature ont été écrites au cours de cette période : le Livre de l'Amdouat, un des plus importants textes funéraires utilisés au Nouvel Empire. Les égyptologues pensent qu’il a pris sa forme définitive pendant le règne d'Amenhotep, car il apparaît pour la première fois dans la tombe de Thoutmôsis Ier ; et le papyrus Ebers, notre principale source d'information sur la médecine de l'Égypte ancienne, et qui semble remonter à cette époque. La mention du lever héliaque de Sothis, par lequel les débuts de la chronologie du Nouvel Empire sont généralement fixés, a été retrouvée sur le dos de ce document.
Il semble aussi que la première clepsydre a été inventée durant le règne d'Amenhotep Ier. L’astronome Amenemhat, de la cour d’Amenhotep, s'octroie en effet le mérite de cette invention dans sa biographie inscrite sur son tombeau, bien que la plus ancienne date connue relative à cet appareil se situe durant le règne d’Amenhotep III. Cette invention a été d'une grande utilité pour le calcul du temps, car l'heure égyptienne n'est pas d’une durée fixe mais est mesurée en {\displaystyle 1/12}e de nuit. En été, lorsque les nuits étaient courtes, ces horloges à eau pouvaient être ajustées pour mesurer la réduction du temps avec précision.

### Projets de construction

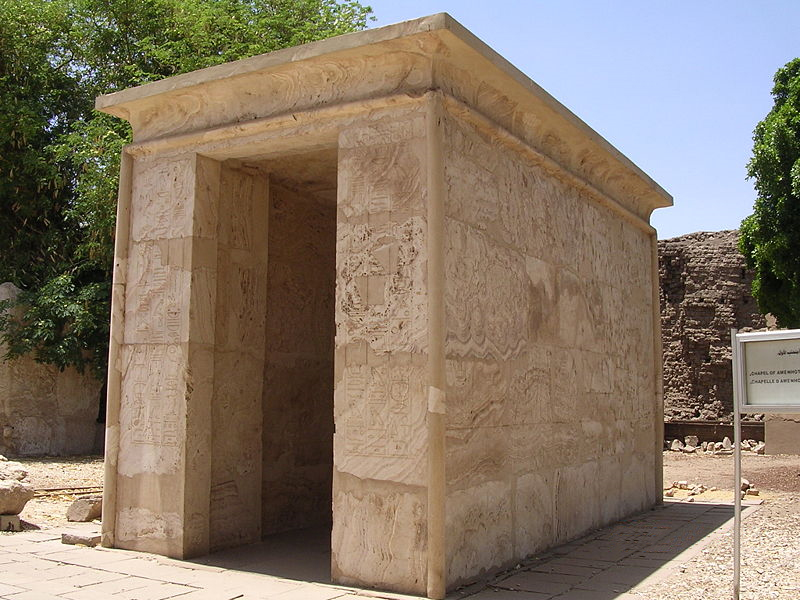
La chapelle d'albâtre d'Amenhotep Ier à Karnak.

Les constructions d’Amenhotep Ier ont été en grande partie détruites par d’autres plus tardives, ce qui rend difficile la connaissance de son programme. Les sources écrites disent qu'il a demandé à l'architecte Inéni d’agrandir le temple de Karnak. La biographie inscrite dans le tombeau d’Inéni indique qu'il a bâti une porte de calcaire de vingt coudées au sud de Karnak. Il a également fait construire une chapelle pour la barque sacrée d'Amon en albâtre et une copie de la chapelle blanche de Sésostris Ier, mais toutes deux ont été démontées par Amenhotep III pour remplir son troisième pylône. Karnak possède également des aménagements construits sans doute pour la fête-Sed d’Amenhotep Ier, mais le roi est mort avant de les avoir utilisés. En Nubie, il fait construire un temple à Saï, et en Haute-Égypte, des constructions sont bâties ou rénovées à Éléphantine, Kôm Ombo, Abydos, ainsi que le temple de Nekhbet à El Kab. Il ne fait rien en Basse-Égypte, comme son père.

### Succession
Certains savants ont affirmé qu’Amenhotep Ier avait pris son fils Thoutmôsis Ier comme corégent avant sa mort. Un seul indice le suggère, le nom de Thoutmôsis Ier inscrit à côté de celui d'Amenhotep sur une barque utilisée comme remplissage pour le troisième pylône de Karnak. Cet argument n'a pas convaincu la plupart des spécialistes, qui notent que ce n'est peut-être qu’un simple exemple où Thoutmôsis est associé à son royal prédécesseur. Le texte peut aussi signifier qu’Amenhotep a nommé corégent son fils en bas âge, et que ce dernier l’a précédé dans la mort. Les experts s’accordent pour dire qu'il n’y a pas suffisamment de preuves pour ces possibilités.

## Sépulture
Amenhotep Ier est le premier pharaon à séparer sa tombe de son temple funéraire, probablement pour empêcher les pilleurs de tombes de la trouver facilement. Les vestiges de son temple sont très probablement situés à l'extrémité septentrionale de Deir el-Bahari, puisque la tombe thébaine 358, qui est le tombeau de la reine Ahmosé-Méritamon, a été trouvée à proximité. Toutefois, le temple d'Amenhotep était situé là où Hatchepsout eut pour projet de bâtir le sien. Le premier plan de construction d'Hatchepsout a peut-être épargné le temple. Cependant, quand elle a rajouté la terrasse inférieure, il a été démoli, et seules quelques briques qui portent le nom d'Amenhotep restent. Les statues royales de l'intérieur du temple ont ensuite rejoint le temple funéraire tout proche de Montouhotep II.

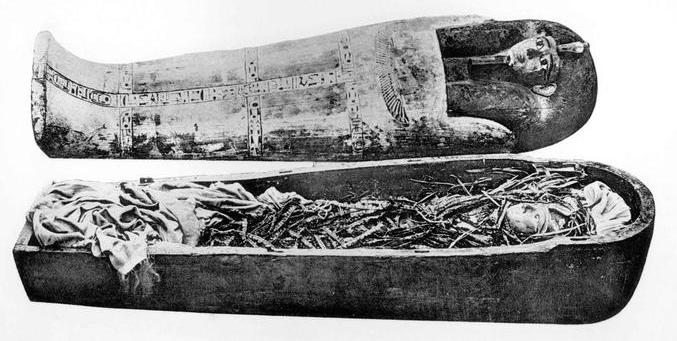
Sarcophage et momie d'Amenhotep Ier trouvée dans la cachette royale DB 320.

L'emplacement de la tombe d'Amenhotep est encore non identifié. Le tombeau était connu pour être intact pendant le règne de Ramsès IX : il est en effet nommé par le papyrus Abbott qui parle d’un lieu comme étant « au nord de la Maison d’Amenhotep du Jardin », ce qui ne permet évidemment pas de la situer de façon précise, sa localisation précise n'ayant pas été divulguée. Il existe deux sites possibles pour l'emplacement de la tombe, l'un dans la vallée des Rois (KV39) et l'autre à Dra Abou el-Naga (tombe ANB). Cette dernière, découverte en 1907, est considérée par Howard Carter comme prévu pour Amenhotep Ier et sa mère Ahmès-Néfertary. C'est en effet l’hypothèse la plus probable, car elle contient des objets portant son nom et les noms de certains membres de la famille. La tombe KV39 est considérée plutôt comme une zone de stockage précédant la cachette de Deir el-Bahari et celle de Dra Abou el-Naga est considérée comme la plus probable.
Le corps d’Amenhotep n’est pas resté dans son tombeau : il a en effet été retrouvé dans la « cachette royale » de Deir el-Bahari (tombe DB 320) et est maintenant conservé au Musée égyptien du Caire. Grâce à son splendide masque funéraire, la momie d’Amenhotep est la seule à ne pas avoir été démaillotée et examinée par les égyptologues modernes. Une étude par tomographie assistée par ordinateur; parue en décembre 2021, révèle que sa momie avait subi de nombreuses lésions post-mortem, sans doute infligées par des pilleurs de tombes. Les prêtres de la XXIe dynastie réparèrent tout ce qui pouvait l'être, notamment en rattachant le cou et la tête au corps à l'aide de bandages de lin traités à la résine. L'analyse du corps ne révèle ni maladie ni accident, une dentition complète et un pénis circoncis. L'âge de la mort est estimé à 35 ans.

### Culte funéraire
Amenhotep Ier est divinisé après sa mort et devient la divinité protectrice du village qu'il a créé à Deir el-Médineh. Sa mère, qui a vécu au moins un an de plus que lui, a également été divinisée après sa mort et elle est associée à son culte. Comme mentionné précédemment, la grande majorité des statues d'Amenhotep se présente sous la forme de statues destinées à son culte funéraire ou divin au cours des périodes ultérieures. Son culte était divisé en trois facettes : « Amenhotep de la ville », « Amenhotep Aimé d'Amon » et « Amenhotep de l'esplanade ». Il était réputé être un dieu donnant des oracles. Parmi les questions qui lui ont été posées, retrouvées sur des ostraca à Deir el-Médineh, certaines semblent avoir été formulées de telle manière que l'idole du roi semblait acquiescer en guise de réponse.

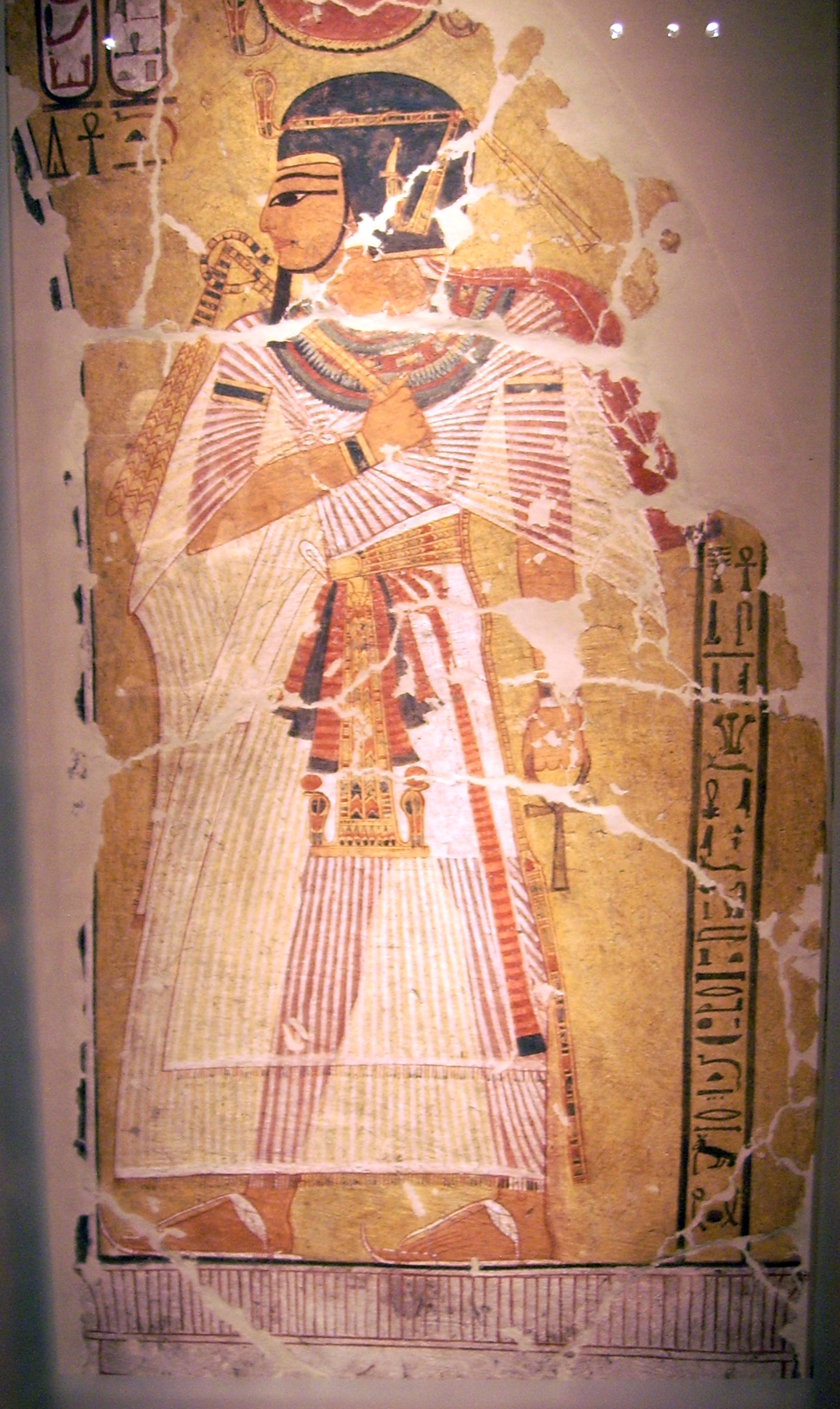
Portrait d'Amenhotep Ier pour son culte funéraire datant de la.

Un certain nombre de fêtes lui étaient également dédiées et avaient lieu toute l'année. Pendant le premier mois, une fête était célébrée en l'honneur de l'apparition d'Amenhotep aux ouvriers de la nécropole, ce qui signifie probablement que son idole était promenée à Deir el-Medineh. Une autre fête avait lieu le trentième jour du quatrième mois, puis deux autres durant le septième mois. La première était le « déploiement de la couche funèbre pour le roi Amenhotep », qui commémorait probablement le jour de sa mort. La seconde, célébrée pendant quatre jours à la fin du mois, était « la grande fête du roi Amenhotep seigneur de la ville ». Plus tard dans l'histoire égyptienne, le septième mois fut nommé d'après cette fête, Phamenoth. Une autre fête avait lieu le 27e jour du neuvième mois, et la dernière fête connue avait lieu pendant plusieurs jours entre au moins le onzième et le treizième jour du onzième mois qui, selon toute probabilité, commémorait la date de l'accession d'Amenhotep au trône.
Un autre éclairage sur le culte funéraire d'Amenhotep nous est donné par plusieurs documents qui semblent raconter en détail les rituels dédiés à Amenhotep. Trois papyrus du règne de Ramsès II expliquent la liturgie utilisée par les prêtres, et les inscriptions des temples de Karnak et de Médinet Habou illustrent certains de ces rites et paroles. La majeure partie des rituels se préoccupe de la préparation et l'exécution des offrandes journalières de libation pour l'idole, y compris de la récitation d'une formule htp-di-nsw, ainsi que de la purification et la fermeture du sanctuaire à la fin de la journée. Le reste des rites concerne la façon de mener les différentes fêtes tout au long de l'année. Dans ces cas, l'idole d'Amenhotep, ou un prêtre qui le représente, officie effectivement au culte d'Amon, au lieu d'être lui-même adoré, ce qui n'était pas une pratique cultuelle typique de l'ancienne Égypte.